# Стрельникова Федосія Афанасіївна
Федосия Опанасівна Стрельникова — радянська господарська, державна і політична діячка, Герой Соціалістичної Праці.

## Біографія
Народилась у 1900 році в селі Павлівка. Член ВКП(б).
З 1920 року — на господарській, суспільній і політичній роботі. В 1920—1960 рр. — селянка, доярка ферми племінного господарства в Киргизькій РСР, директор племінної радгоспу «Аламедин» Ворошиловського району Фрунзенської області.
Указом Президії Верховної Ради СРСР від 15 лютого 1957 року присвоєно звання Героя Соціалістичної Праці з врученням ордена Леніна і золотої медалі «Серп і Молот».
За виведення нової породи великої рогатої худоби «Алатауська» у складі колективу була удостоєна Сталінської премії другого ступеня 1951 року.
Обиралася депутатом Верховної Ради СРСР 1-го і 3-го скликань, Верховної Ради Киргизької РСР багатьох скликань.
Померла в 1957 році.